# Snarky Puppy
Snarky Puppy — американский инструментальный коллектив базирующийся в Бруклине, возглавляемый бас-гитаристом, композитором и продюсером Майклом Лигом. Snarky Puppy сочетает в себе различные стили джаза, рока и фанка. Являются пятикратными обладателями премии Грэмми. Несмотря на то, что изначально коллектив работал с вокалистами, сам Майкл Лиг охарактеризовал Snarky Puppy, как «импровизационную поп-группу без вокала».

## История
Группа была основана Майклом Лигом в Дентоне, штат Техас после его второго года обучения в Университете Северного Техаса в 2004 году и насчитывала 10 человек. Коллектив состоял из «…обширного состава музыкантов ласково именуемого „семейкой“». За более чем 15 лет с момента основания в жизни коллектива принимало участие около 40 артистов играющих на: гитарах, клавишах, деревянных и медных духовых; смычковые секции, барабаны и перкуссия. Шесть из десяти участников, участвовавшие в записи студийного альбома The Only Constant, остаются в регулярном составе. Многие бывшие и нынешние участники группы были студентами Университета Северного Техаса. Отдельные из них, на тот момент уже выступали с такими звёздами эстрады, как Эрика Баду, Маркус Миллер, Джастин Тимберлейк, Кирк Франклин, Ари Хёниг, Рой Харгроу, Дэвид Кросби, Снуп Догг и многими другими. Во время гастролей группа проводила семинары и мастер-классы в Северной и Южной Америке, Европе, Азии и Австралии, также большинство участников либо возглавляют, либо являются бэнд-лидерами в других действующих коллективах.
В 2005 году Майкл Лиг самостоятельно выпустил неофициальный первый альбом группы Live at Uncommon Ground. Он, как и четыре первые пластинки, были выпущены на независимом лейбле. Впоследствии были лицензированы альбомы: Tell Your Friends, groundUP, Family Dinner — Volume One и We Like It Here на Ropeadope Records.
Альбом We Like It Here был исполнен и записан в живую в октябре 2013 года в творческом объединении Китопия в Утрехте, Нидерланды. Он был выпущен в феврале 2014 года и дебютировал на первом месте iTunes Jazz Charts.
26 января того же года, Snarky Puppy, совместно с вокалисткой Лала Хэтэуэй, выиграли Грэмми в номинации «Лучшее R&B выступление» с песней Бренды Рассел «Something» из альбома Family Dinner — Volume 1.
Sylva (2015), коллаборация с Metropole Orchestra изданная на лейбле Impulse! Records, оказалась на первых местах сразу в нескольких Billboard чартах, в частности: Heatseekers Chart, Top Current Jazz Album, а так же Contemporary Jazz Album. Альбом получил премию Грэмми 2015 года за «Лучший современный инструментальный альбом». После второй статуэтки группа подписала контракт с Universal Music Group. Альбом Culcha Vulcha (2016) получил премию Грэмми 2017 года за лучший современный инструментальный альбом. 26 апреля 2019 года группа выпустила первый бонус-трек из альбома Immigrance. Майкл Лиг в интервью Rolling Stone отметил, что Immigrance это последний этап эволюции группы на данный момент: «Мы все больше стремимся создавать приятные грувы, которые нам нравятся, и стараемся подольше сидеть с ними».
Коллектив записал несколько альбомов с небольшой аудиторией из друзей, семьи и гостей в студии, но ее первым настоящим "концертным" альбомом стал Live at the Royal Albert Hall, записанный перед полным залом публики, на исторической лондонской площадке. Альбом получил премию Грэмми 2020 года как лучший современный инструментальный альбом.

## Награды
- 2013 Премия «Грэмми» за лучшее R&B-исполнение, «Something»
- 2013 Лучший электронный/джаз-рок/группа/исполнитель (Best Electric/Jazz-Rock/Contemporary Group/Artist), опрос читателей JazzTimes
- 2013 Лучший новый артист, опрос читателей JazzTimes
- 2015 Лучший электронный/джаз-рок/группа/исполнитель (Best Electric/Jazz-Rock/Contemporary Group/Artist), опрос критиков JazzTimes[11]
- 2015 Премия «Грэмми» за лучший современный инструментальный альбом, Sylva
- 2015 Джазовый коллектив года (Jazz Group of the Year), опрос читателей DownBeat[12]
- 2016 Джазовый коллектив года (Jazz Group of the Year), опрос читателей DownBeat[13]
- 2016 Лучший электронный/джаз-рок/группа/исполнитель (Best Electric/Jazz-Rock/Contemporary Group/Artist), опрос читателей JazzTimes[14]
- 2016 Премия «Грэмми» за лучший современный инструментальный альбом, Culcha Vulcha
- 2017 Лучший электронный/джаз-рок/группа/исполнитель (Best Electric/Jazz-Rock/Contemporary Group/Artist), опрос читателей JazzTimes
- 2017 Джазовый коллектив года (Jazz Group of the Year), опрос читателей DownBeat
- 2018 Лучший электронный/джаз-рок/группа/исполнитель (Best Electric/Jazz-Rock/Contemporary Group/Artist), опрос читателей JazzTimes[15]
- 2019 Джазовый коллектив года (Jazz Group of the Year), опрос читателей DownBeat[16]
- 2020 Премия «Грэмми» за лучший современный инструментальный альбом, Live at the Royal Albert Hall[3]

## Дискография
- Live at Uncommon Ground (Sitmom, 2005)
- The Only Constant (Sitmom, 2006)
- The World Is Getting Smaller (Sitmom, 2007)
- Bring Us the Bright (Sitmom, 2008)
- Tell Your Friends (Ropeadope, 2010)
- groundUP (GroundUP/Ropeadope, 2012)
- Amkeni при участии Bukuru Celestin (Ropeadope,2013)
- Family Dinner — Volume 1 (GroundUP, Ropeadope, 2013)
- We Like It Here (Ropeadope, 2014)
- Sylva при участии Metropole Orkest (Impulse!, 2015)
- Family Dinner — Volume 2 (GroundUP, Universal Music Classics, 2016)
- Culcha Vulcha (GroundUP, Universal Music Classics, 2016)
- Immigrance (GroundUP, 2019)
- Live at the Royal Albert Hall (GroundUP, 2020)

## Участники
Snarky Puppy иногда называют «коллективом». Текущий состав группы насчитывает около 19 участников. За все годы деятельности более 40 музыкантов выступили с группой на 14 альбомах. Майкл Лиг объясняет, что на заре существования первоначальной группы из 10 человек, если у кого-то была возможность заработать больше денег, чем за концерт группы,
«...мы получали замену, и если этот музыкант играл хорошо, то чувствовалось "Что ж, они выучили музыку и отлично играли, какая потеря для них - выучить все это за один концерт...". Так что мы просто держали их в Rolodex, так сказать, и вращали их туда-сюда. Затем мы начали так много гастролировать, что парни не могли выступать на всех концертах, или не хотели, или что-то в этом роде... Это меняло то, как они играли музыку. И затем, даже когда новый человек уходил, память о новых отношениях с музыкой оставалась. Так что на самом деле мы просто продолжали приглашать новых людей, которые приходили друг за другом... в общем, ребята понимают, что эта группа - меняющийся состав... Но я не думаю о Snarky Puppy как о коллективе. Это просто большая группа...».
Участники, перечисленные в примечании к альбому Immigrance (2019):
- Майкл Лиг - бас-гитара, уд, перкуссия
- Джей Дженнингс - труба, флюгельгорн
- Майк Махер - труба, флюгельгорн
- Крис Баллок - тенор и сопрано саксофоны, бас-кларнет, флейта, альтовая флейта, бансури, перкуссия
- Боб Рейнольдс - тенор-саксофон
- Зак Брок - скрипка
- Билл Лоуренс - фортепиано, клавишные
- Шон Мартин † - клавишные
- Бобби Спаркс II - клавишные
- Джастин Стэнтон - клавишные, труба
- Боб Ланцетти - гитары
- Марк Леттьери - гитары
- Крис Маккуин - гитары
- Ларнелл Льюис - ударные
- Джеймисон Росс - ударные
- Джейсон "JT" Томас - ударные
- Кейта Огава - ударные
- Нейт Верт - ударные
- Марсело Волоски - ударные